# Keith Raniere
Keith Raniere (* 26. August 1960 in Brooklyn, New York City, USA) ist ein amerikanischer Verbrecher, Unternehmer und Psycho-Coach. Er gründete 1998 eine als Selbsthilfeorganisation getarnte Sekte, in der er Frauen wie Sklavinnen hielt und sich an ihnen bereicherte. 2019 befand ihn die Jury eines Gerichts in Brooklyn der organisierten Kriminalität (Racketeering) und des sexuell geprägten Menschenhandels für schuldig. Er habe „Frauen zu sexuellem Verkehr durch systematische Erniedrigung und Erpressung gezwungen“.

## Leben
Raniere galt bereits im Kindesalter als hochbegabt. Er machte drei Abschlüsse am Rensselaer Polytechnic Institute. 1988 sorgte er in seiner Heimatstadt Albany, New York, für Aufsehen, weil ihn die Elitegesellschaft Mega Society als 27-Jährigen aufnahm. Nachdem er sich zuhause einem 48-Fragen-Test unterzogen hatte, der im April 1985 in der Zeitschrift Omni veröffentlicht worden war, gab er an, einen IQ von 178 zu besitzen.
1990 gründete er seine erste Firma Consumer’s Buyline Inc., die mit Techniken des Netzwerk-Marketings arbeitete und keine tatsächlichen Produkte verkaufte. Mehrere US-Staatsanwälte klagten gegen die Firma, weil sie ein Pyramidensystem betreibe, das den Verdacht des massenhaften Betrugs nahelegte. 250.000 Menschen waren eingebunden und vertrieben im Prinzip Einkaufsgutscheine. Unter anderem wegen der schlechten Presse ging die Consumer’s Buyline 1997 bankrott. Raniere gestand keine Schuld ein und einigte sich außergerichtlich.

## Unternehmen NXIVM
Im Jahr 1998 gründete er zusammen mit der Krankenschwester Nancy Salzman die NXIVM Corporation, die mit Seminaren zur Selbstfindung warb. Die Organisation hatte Niederlassungen („Chapters“) in den USA, Kanada und Mexiko mit weit über 10.000 Kunden. NXIVM galt als Sekte oder Geheimbund, die Raniere als Selbsthilfeorganisation tarnte.
Raniere war mit NXIVM in zahlreichen Medien vertreten und verbreitete seine Vorstellungen über viele Kanäle. Über die freie Presse sagte er zum Beispiel, sie sei mit ihren Falschinformationen eine zweite Justiz im Staat geworden, die keine Moral besitze. Er reichte mehrere Patente für seine Methoden ein, etwa zur „Feststellung, ob ein Luciferianer rehabilitiert werden kann“, oder ein Gerät, mit dem man Schlafphasen misst. Seine prinzipielle Coaching-Methode nannte er „Executive Success Program“.
Im Jahr 2003 wies ein Forbes-Artikel auf die manipulative Seite von Ranieres Methoden hin. Darin erklärten einige Teilnehmer, das Programm sei sektiererisch und ziele auf eine psychische Demontage der Persönlichkeit ab. Zudem würde man, wie bei Sekten typisch, von Familie und dem sozialen Umfeld getrennt und in eine bizarre Welt mit eigenem Sprachverhalten und rituellen Praktiken eingeführt.
Im Oktober 2017 traten einige Frauen vor die Presse und beschuldigten Raniere, sie wie Sklavinnen in einem Harem gehalten zu haben. Er habe keinen Widerspruch geduldet und ließ sich „Vanguard“ nennen – Vorreiter. Seine Geschäftspartnerin Salzman hieß für die Teilnehmer „Prefect“ (Präfektin). Alle Frauen wurden mit einer Brandmarke gezeichnet: Die Initialen „KR“ waren Teil des Initiationsprozesses. Von neuen Bewerberinnen forderte Raniere Nacktfotos oder anderes kompromittierendes Material, mit denen er sie in vielen Fällen später erpresste.

## Prozess und Verurteilung
Im März 2018 wurde Keith Raniere in Mexiko verhaftet. Die Anklage der Staatsanwaltschaft von New York lautet auf Menschenhandel (sex trafficking). In diesem Kontext wurde am 20. April 2018 seine mutmaßliche Komplizin, die Schauspielerin Allison Mack, verhaftet, zudem im Juni 2018 die Seagram-Erbin Clare Bronfman. Als Mithelferin wurde sie wegen Menschenhandel sowie finanzieller Unterstützung einer kriminellen Vereinigung zu 81 Monaten Haft verurteilt. Im Mai 2019 begann der Strafprozess am Federal District Court in Brooklyn, der am 19. Juni 2019 mit dem Urteil schuldig in allen Punkten endete.
Am 27. Oktober 2020 wurde Raniere zu einer Freiheitsstrafe von insgesamt 120 Jahren und einer Strafzahlung von 1.750.000 Dollar verurteilt. Vor Gericht zeigte Raniere keinerlei Reue. Bis zur Strafmaßverkündung beteuerte er weiter seine Unschuld und bezichtigte einige der Zeuginnen der Lüge. Bei der Strafmaßverkündung waren zahlreiche Unterstützer von Raniere versammelt. Im Juli 2021 erhöhte ein New Yorker Gericht die Strafzahlung auf 3,4 Millionen Dollar.
Seine Komplizin Mack, die sich vor Gericht schuldig bekannt hatte, wurde am 1. Juli 2021 zu drei Jahren Haft verurteilt. Am 5. Juli 2023 wurde Mack vorzeitig aus der Haft entlassen.